# Due giorni senza respiro
Due giorni senza respiro (2 Days in the Valley) è un film del 1996 scritto e diretto da John Herzfeld.
Il film mescola vari generi e attinge dai film di Altman e Tarantino.

## Trama
Ambientato nella Valle di San Fernando, il film racconta le 48 ore di un gruppo di persone che hanno a che fare con un omicidio. In fuga dal perfido compare che vuole eliminarlo, un malavitoso italoamericano dal cuore d'oro, in attesa di vendicarsi, le sequestra in una villa.

## Produzione
La parte di Charlize Theron era stata scritta per l'attrice Daphne Deckers.